# Madalena do Mar
Madalena do Mar est une freguesia portugaise située dans la ville de Ponta do Sol, dans la région autonome de Madère.
Avec une superficie de 2,07 km2 et une population de 687 habitants (2001), la paroisse possède une densité de 332 hab/km2.

## Galerie

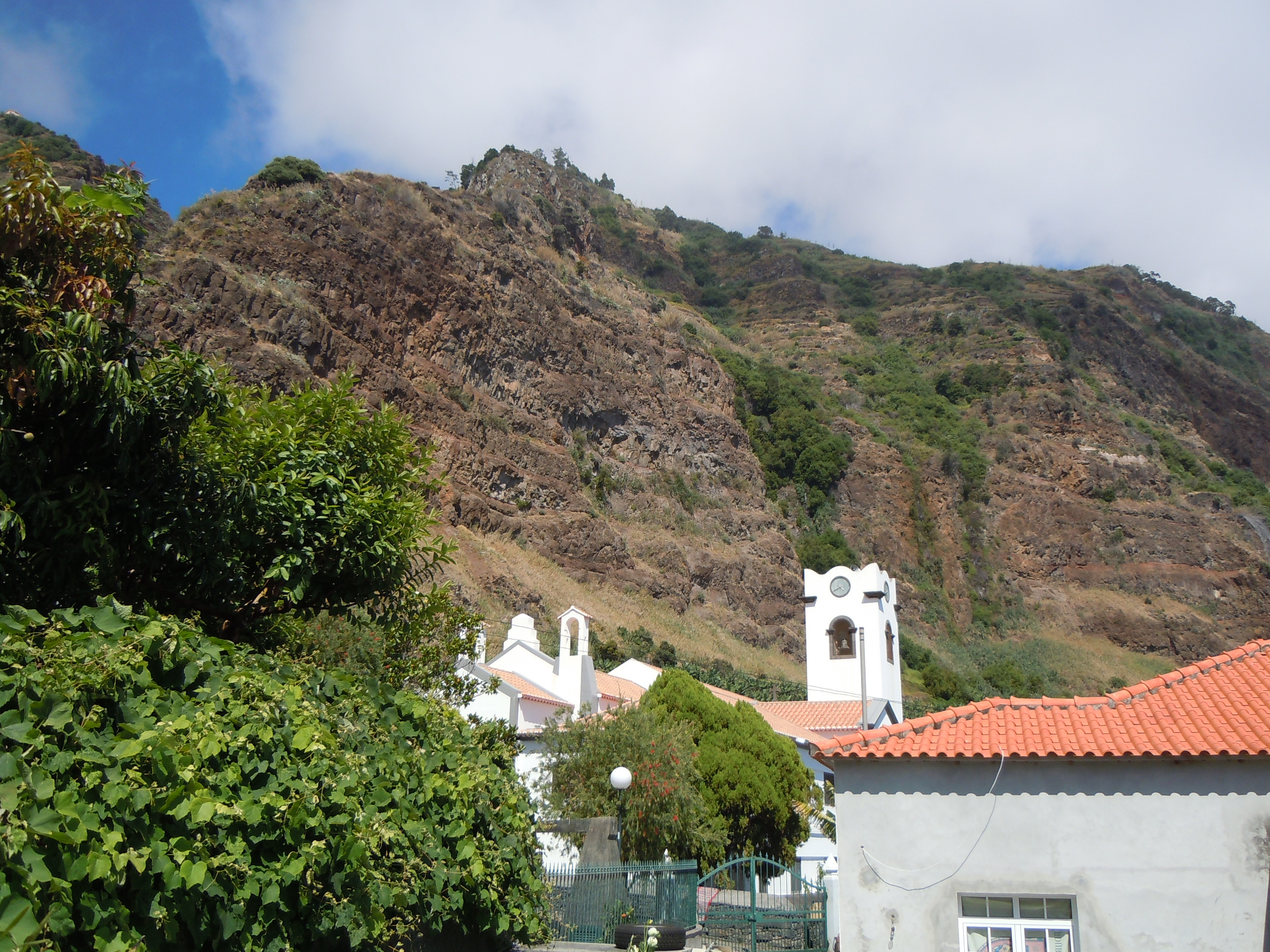
Vue du village et de l'église Santa Maria Madalena.
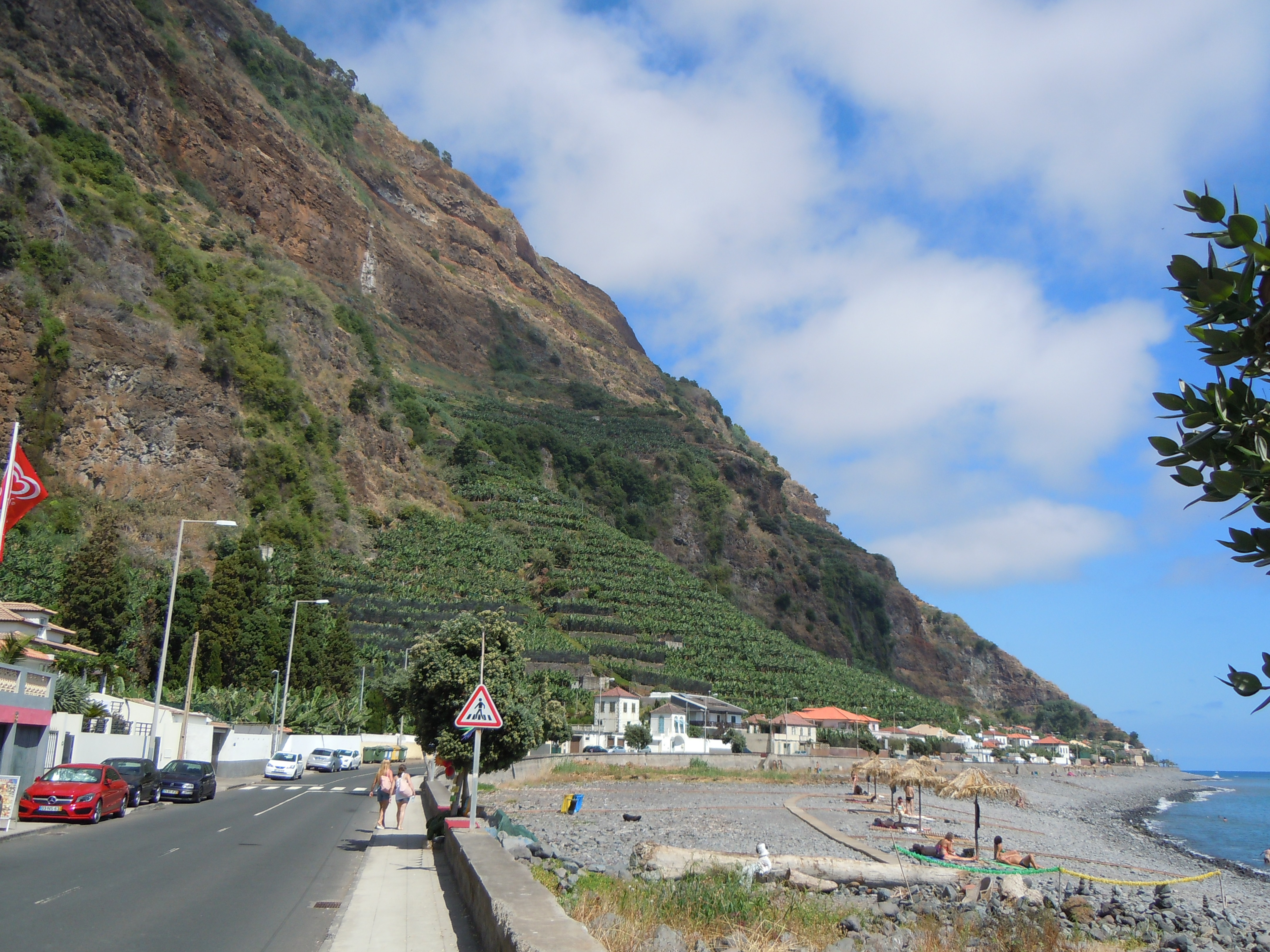
Bord de mer
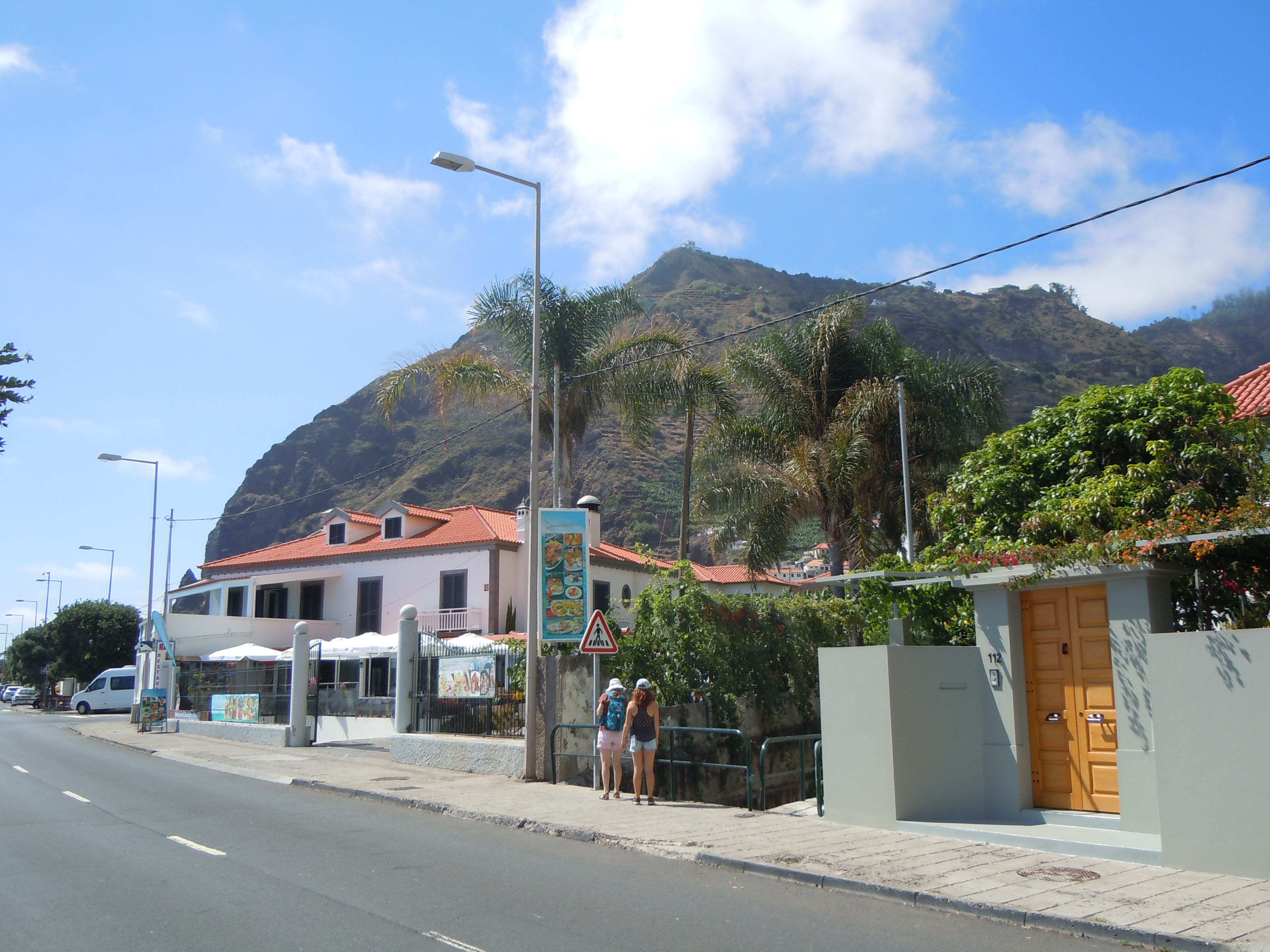
Avenue du 1er février
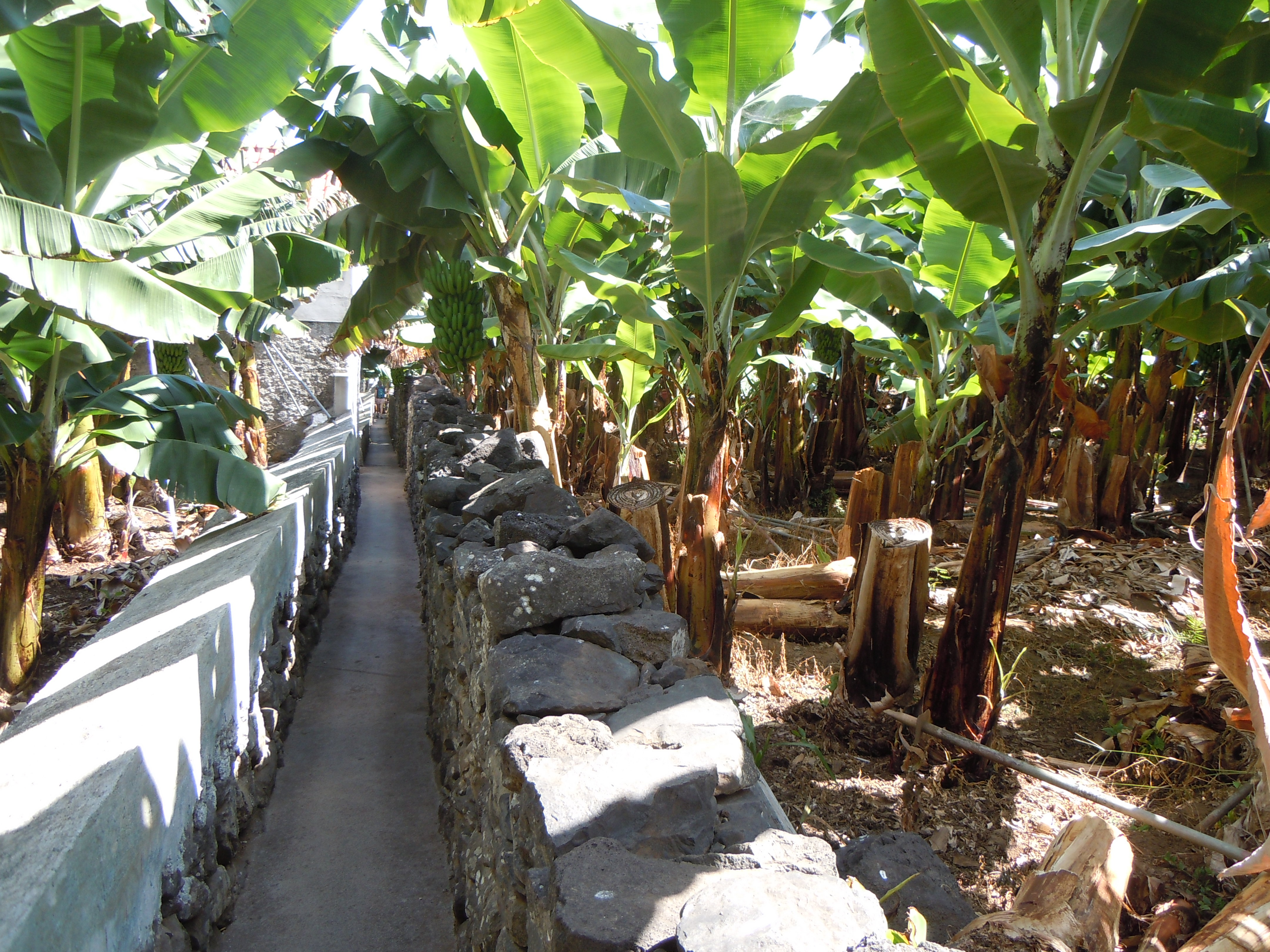
Plantations de bananes, Vereda do Nateiro.